# Арттагыкуль
Арттагыкуль или Арттагы-куль — озеро в России, располагается в западной части села Ямбухтино на территории Спасского района Республики Татарстан.
Представляет собой водоём карстового происхождения, находящийся на высокой террасе реки Волги. Озеро имеет продолговатую форму, длиной 330 м и максимальной шириной в 120 м. Площадь водной поверхности озера составляет 3,08 га. Наибольшая глубина достигает 1,7 м, средняя глубина равняется 1,2 м. Уровень уреза воды находится на высоте 99 м над уровнем моря. Вода очень мягкая и с низкой минерализацией.